# Капралис, Юрис Петрович
Юрис Петрович Капралис (латыш. Juris Kaprālis; 28 декабря 1936 — 15 октября 2008) — артист балета, педагог, руководитель кафедры хореографии Латвийской музыкальной академии. Среди его учеников — артист латвийского балета Владимир Пономарёв, Александр Румянцев, Регина Каупужей, Анна Приеде, Александр Годунов и Михаил Барышников.

## Биография
Юрис Капралис получил образование в Рижском хореографическом училище.
В середине 1950-х годов танцевал в «Щелкунчике» на сцене Рижской оперы вместе с Верой Швецовой, выпускницей Агриппины Вагановой.
Юрис Капралис выступал в хоре мальчиков, пел в опере «Кармен» и «Пиковая дама». В музыкальной школе имени Э. Дарзиня учился играть на флейте.
Наблюдая за воспитанниками Рижского хореографического училища, Юрис Капралис отметил, что они грациознее музыкантов, и решил, что ему тоже нужно заняться танцами. Следующим летом он успешно сдал вступительный экзамен в это учебное заведение. Его первыми педагогами стали Тамара Витиня и Пальмира Строганова. Заканчивал обучение в училище в классе у Владимира Цуканова и Валентина Блинова. В школе преподавали многие выпускники Вагановой.
Юрис Капралис танцевал в театре 20 лет. Одновременно он учился на балетмейстерском отделении Ленинградской консерватории, на курсе Аллы Шелест. Наталия Камкова в то время там преподавала методику классического танца. Федор Лопухов был руководителем отделения. Юрис Капралис часто гастролировал вместе с Рижским  театром в Москве и Ленинграде. Когда в одном из третьих классов некому было вести дисциплину, ему предложили побыть преподавателем в училище. Его первыми учениками стали Александр Годунов, Михаил Барышников, Андрис Витиньш. Преподавать он стал в возрасте 26 лет.
Юрис Капралис признавался, что не предполагал, что эти ученики будут всемирно известными. Просто они были старательными учениками. Как преподаватель Юрис Капралис старался научить подопечных основам: добивался правильных позиций рук и ног, учил чувствовать сцену, ставил первые концертные номера. Поставил для них вариацию «Лауренсии», которую Барышников и Годунов танцевали синхронно. У этого класса он преподавал на протяжении шести лет, с третьего класса по восьмой класс. Михаил Барышников после пятого класса уехал учиться в Ленинград, а Александр Годунов заканчивал обучение в Риге. Объявить своему учителю об уходе было для Барышникова сложным заданием, но он это сделал во время гастролей в Ленинграде, сообщив Юрису Капралису, что его приняли в Ленинградское училище. Барышников был расстроен, потому что это означало, что он больше не будет учиться у Капралиса, но Капралис его приободрил и сообщил, что нужно обязательно переходить туда. Позже в интервью он отмечал, что это событие было для него экзаменом, потому что преподавателям тяжело отпускать хороших учеников. Юрис Капралис дружил со своими учениками, водил их в музеи и в мастерские художников.
Когда его пригласили работать в Грузию балетмейстером, он встретился с Михаилом Барышниковым в Ленинграде летом 1974 года перед его отъездом на зарубежные гастроли. Спустя месяц он узнал, что Барышников остался в Канаде. В 1988 году Капралис приехал к Барышникову погостить в Нью-Йорке, его бывший ученик помог ему с квартирой и обеспечивал билетами на спектакли. За месяц до смерти Александр Годунов приехал в Ригу специально, чтобы увидеться с Капралисом.
Юрис Капралис вел вечер памяти к 55-летию Александра Годунова и рассказывал про начало его творческой жизни.
Среди друзей Юриса Капралиса была танцовщица Диана Иоффе.
Юрис Капралис умер в 2008 году.